# NASCAR 2008
NASCAR 08 är ett datorspel från Electronic Arts utvecklat till Playstation 2, Playstation 3 och Xbox 360. Spelet är det elfte i Electronic Arts Nascar-serie och släpptes år 2007. 